# Ville d'Onkaparinga
La Ville d'Onkaparinga (City of Onkaparinga) est une zone d'administration locale au sud du centre ville d'Adélaïde en Australie-Méridionale en Australie. 

## Quartiers
| - Aberfoyle Park CP:5159 - Aldinga Code Postal:5173 - Aldinga Beach CP:5173 - Blewitt Springs CP:5171 - Chandlers Hill CP:5159 - Cherry Gardens CP:5157 - Christie Downs CP:5164 - Christies Beach CP:5165 - Clarendon CP:5157 - Coromandel East CP:5157 - Coromandel Valley CP:5051 - Darlington CP:5047 - Dorset Vale CP:5157 - Flagstaff Hill CP:5159 - Hackham CP:5163 - Hackham West CP:5163 - Happy Valley CP:5159 - Huntfield Heights CP:5163 - Ironbank CP:5153 - Kangarilla CP:5157 - Lonsdale CP:5160 - Maslin Beach CP:5170 - McLaren Flat CP:5171 - McLaren Vale CP:5171 - Moana CP:5169 | - Morphett Vale CP:5162 - Noarlunga Centre CP:5168 - Noarlunga Downs CP:5168 - O'Halloran Hill CP:5158 - O'Sullivan Beach CP:5166 - Old Noarlunga CP:5168 - Old Reynella CP:5161 - Onkaparinga Hills CP:5163 - Port Noarlunga CP:5167 - Port Noarlunga South CP:5167 - Port Willunga CP:5173 - Reynella CP:5161 - Reynella East CP:5161 - Seaford CP:5169 - Seaford Heights CP:5169 - Seaford Meadows CP:5169 - Seaford Rise CP:5169 - Sellicks Beach CP:5174 - Sellicks Hill CP:5174 - Tatachilla CP:5171 - The Range, South Australia CP:5172 - Whites Valley CP:5172 - Willunga CP:5172 - Willunga South CP:5172 - Woodcroft CP:5162 |